# اعتراضات ۱۴۰۱ جامعه پزشکی ایران
اعتراضات ۱۴۰۱ جامعه پزشکی ایران به همراهی پزشکان، کادر درمان و اعضای هیئت علمی دانشگاه‌های علوم پزشکی با خیزش ۱۴۰۱ ایران اشاره دارد. امضای بیانیه، حضور در تجمع‌های اعتراضی و استعفا از جمله روش‌های این اعتراضات بود.

## روزشمار

### ۷ آبان
- رئیس کل سازمان نظام پزشکی در نامه ای، معاونت انتظامی را مسول کمیته پیگیری بازداشت شدگان جامعه پزشکی در حوادث اخیر نمود.[۱]

### ۸ آبان
- شورای عالی نظام پزشکی در اطلاعیه‌ای خطاب به جامعه پزشکی نسبت به هتک حرمت تعدادی از پزشکان در محل این سازمان ابراز تاسف کرد.[۲]

### ۱۲ آبان
- بیش از چهارصد پزشک، دندانپزشک و داروساز در تبریز در نامه‌ای خطاب به ریاست هیئت مدیره نظام پزشکی تبریز «هرگونه استفاده از امکانات و اعتبار جامعه پزشکی، برای سرکوب معترضین را محکوم» کرده‌اند.[۳]

### ۱۷ آبان
- بیش از ۶۲۰ پزشک متخصص حوزه کودکان با امضای بیانیه‌ای با اعلام کردند «برخورد خشونت‌آمیز با کودکان و نوجوانان اعم از برخوردهای فیزیکی، توهین و تهدید کلامی و استرس‌های روانی و اجبار دانش‌آموزان به شرکت در برنامه‌های خاص مصداق سوءرفتار با کودکان و نوجوانان است» و تقاضای «توقف فوری این رفتارها» را مطرح کردند.[۴]

### ۴ آذر
- ۱۴۰ پزشک متخصص چشم با انتشار نامه‌ای نسبت به استفاده از گلوله‌های ساچمه‌ای نیروهای امنیتی علیه معترضان و از دست رفتن بینایی افراد هشدار داده‌اند.[۵]

### ۱۳ آذر
- هزار و صد پزشک از سراسر کشور با امضای بیانیه‌ای خواستار آزادی و صدور منع تعقیب برای حمید قره‌حسنلو و همسرش فرزانه قره‌حسنلو شدند.[۶]

### ۱۹ آذر
- انجمن اسلامی جامعه پزشکی ایران در نامه‌ای به ریاست قوه قضائیه، خواستار ورود عاجل او به پروندهٔ دکتر حمید قره‌حسنلو و همسرش شد.[۷]

### ۲۳ آذر
- محمود جباروند، دبیرکل انجمن چشم‌پزشکی ایران از ارسال گزارش محرمانه‌ای به مقامات دربارهٔ اصابت ساچمه به چشم‌ها در اعتراضات خبر داد.[۸]
- سلیمان حیدری، رئیس مرکز نظارت و اعتباربخشی امور درمان وزارت بهداشت اعلام کرد «هیچ آمبولانسی از آمبولانس‌های اورژانس کشور مورد استفاده نیروهای‌نظامی قرار نگرفته‌است، مراکز نظامی، آمبولانس‌های خودشان را دارند و برای درمان نیروهای خودشان استفاده می‌کنند.»[۹]
- حسین کرمانپور، مدیر اورژانس بیمارستان سینا تهران در مصاحبه‌ای اعلام کرد «در روزهای اول اعتراضات، در برخی دانشگاه‌های علوم‌پزشکی، به حراست بیمارستان‌ها ابلاغ کرده بودند، اسامی افراد مصدوم در اعتراضات را اعلام کنند. این موضوع به گوش همه رسید و منجر شد، افراد برای درمان مراجعه نکنند.»[۱۰]

### ۲۷ آذر
- ايرج خسرو نيا، رئيس انجمن متخصصين داخلی ايران اعلام کرد «ما نيز خبر داريم که دستور حراست بيمارستان‌ها بوده که در روزهای اول اعتراضات اطلاعات و اسامی بيماران را در اختيار ديگران قرار دهند». خسرونیا این دستور را با رفتار ساواک در انقلاب ۵۷ ایران مقایسه کرد. [۱۱]